# Liste der Baudenkmale in Weyhausen
In der Liste der Baudenkmale in Weyhausen sind alle Baudenkmale der niedersächsischen Gemeinde Weyhausen aufgelistet. Die Quelle der Baudenkmale ist der Denkmalatlas Niedersachsen. Der Stand der Liste ist der 7. Januar 2023.

## Allgemein
In den Spalten befinden sich folgende Informationen:
- Lage: die Adresse des Baudenkmales und die geographischen Koordinaten. Kartenansicht, um Koordinaten zu setzen. In der Kartenansicht sind Baudenkmale ohne Koordinaten mit einem roten Marker dargestellt und können in der Karte gesetzt werden. Baudenkmale ohne Bild sind mit einem blauen Marker gekennzeichnet, Baudenkmale mit Bild mit einem grünen Marker.
- Bezeichnung: Bezeichnung des Baudenkmales
- Beschreibung: die Beschreibung des Baudenkmales. Unter § 3 Abs. 2 NDSchG werden Einzeldenkmale und unter § 3 Abs. 3 NDSchG Gruppen baulicher Anlagen und deren Bestandteile ausgewiesen.
- ID: die Objekt-ID des Baudenkmales
- Bild: ein Bild des Baudenkmales, ggf. zusätzlich mit einem Link zu weiteren Fotos des Baudenkmals im Medienarchiv Wikimedia Commons. Wenn man auf das Kamerasymbol klickt, können Fotos zu Baudenkmalen aus dieser Liste hochgeladen werden:

## Weyhausen

### Gruppe: Rundling Im Winkel
Die Gruppe hat die ID 33921245. Auf ehemaligen Rundlingsparzellen errichtete Hofanlagen aus den 1830er Jahren. Überwiegend in Fachwerk und giebelständig errichtete Gebäude und einigen Nebengebäuden, teilweise erhaltene Hofpflasterung, Dorfplatz mit Gefallenendenkmalen sowie alter Baumbestand charakterisieren das Ortsbild.

| Lage                                                | Bezeichnung               | Beschreibung | ID       | Bild |
| --------------------------------------------------- | ------------------------- | --- | -------- | ---- |
| Brückenstraße 10 52° 27′ 42″ N, 10° 42′ 42″ O       | Wohn-/ Wirtschaftsgebäude | Giebelständiges Vierständer–Hallenhaus erbaut unter Fußwalmdach. Eingeschossiger Wirtschaftsteil mit Längseinfahrt, Traufseite im Osten um ein Gefach erweitert. Rückwärtiger Wohnteil zweigeschossig. Mit Nebengebäuden. | 33943696 | BW   |
| Im Winkel 52° 27′ 40″ N, 10° 42′ 41″ O              | Dorfplatz                 | Mittelpunkt des Rundlingsdorfes mit typischer ovaler Form mit von ihm ausgehenden radialen Anordnung der Hofstellen. Friedenseiche und Gedenkstein sowie Ehrenmal für die Gefallenen beider Weltkriege. Eiche steht auf Rondell am Eingang des Rundlings. Auf vermörtelten Feldsteinsockel vier große Findlinge mit Inschriften (oberster Stein: 1813/1913, linker Stein: 25-jähriges Jubiläum Wilhelm II, rechter Stein: Versöhnung Hohenzollern Welfen). | 33943908 | BW   |
| Im Winkel 52° 27′ 40″ N, 10° 42′ 42″ O              | Kriegerdenkmal            | | 33943742 | BW   |
| Im Winkel 1 52° 27′ 42″ N, 10° 42′ 37″ O            | Wohn-/ Wirtschaftsgebäude | Giebelständiges Vierständer–Hallenhaus unter Halbwalmdach. Eingeschossiger Wirtschaftsteil mit Längseinfahrt, Ziegelausfachung im Giebel mit Muster, Fachwerkgefüge mit gekuppelten Ständern. Mit Nebengebäuden. | 33943933 | BW   |
| Im Winkel 3 52° 27′ 41″ N, 10° 42′ 37″ O            | Wohn-/ Wirtschaftsgebäude | Vierständer–Hallenhaus unter Krüppelwalmdach. Wirtschaftsteil eingeschossig in Ständerbauweise mit mittiger Längseinfahrt, gekuppelten Ständern. Wohnteil zweigeschossig. Mit Hofpflaster. | 33943957 | BW   |
| Im Winkel 4a 52° 27′ 42″ N, 10° 42′ 39″ O           | Wohn-/ Wirtschaftsgebäude | Giebelständiges Vierständer–Hallenhaus unter Krüppelwalmdach. Wirtschaftsteil mit mittiger Längseinfahrt, Gefache im Giebeltrapez verputzt. Längsseiten massiv erneuert und zu Wohnzwecken ausgebaut. Wohnteil zweigeschossig, im EG massiv, im OG in Fachwerk. | 33943984 | BW   |
| Im Winkel 5 52° 27′ 40″ N, 10° 42′ 38″ O            | Wohn-/ Wirtschaftsgebäude | Giebelständiges Vierständer–Hallenhaus unter Halbwalmdach. Eingeschossiger Wirtschaftsteil mit mittiger Längseinfahrt, gekuppelten Ständern und Backsteinausfachung, teilweise mit Motiven. Traufenseiten massiv ersetzt. Wohnteil zweigeschossig in Stockwerksbauweise. | 33944008 | BW   |
| Im Winkel 6 52° 27′ 40″ N, 10° 42′ 41″ O            | Wohn-/ Wirtschaftsgebäude | Querdielenhaus, der Wohnteil giebelständig unter Walmdach zur Straße mit quergestellten traufständigen Wirtschaftsteil auf hohen verputzten Sockel unter Krüppelwalmdach. Mehrere Um- und Anbauten als Gasthof, inmitten des historischen Ortskerns am Dorfplatz gelegen. | 33944032 | BW   |
| Im Winkel 7 52° 27′ 39″ N, 10° 42′ 39″ O            | Wohn-/ Wirtschaftsgebäude | Giebelständiges Vierständer–Hallenhaus unter Halbwalmdach. Eingeschossiger Wirtschaftsteil mit Längseinfahrt, straßenseitiger Giebel mit Ziergefachen, Fachwerkgefüge mit gekuppelten Ständern. Traufenseite tritt im Norden tw. um ein Gefach hervor. Rückwärtig zweigeschossiger Wohnteil. Mit Nebengebäuden. | 33944054 | BW   |
| Fallersleber Straße 1 52° 27′ 39″ N, 10° 42′ 43″ O  | Wohn-/ Wirtschaftsgebäude | Vierständer–Hallenhaus unter Halbwalmdach. Im Wirtschaftsteil mittige Längseinfahrt, EG massiv ersetzt. Zweigeschossiger Wohnteil mit senkrechter Holzschalung. | 33943764 | BW   |
| Fallersleber Straße 2 52° 27′ 39″ N, 10° 42′ 41″ O  | Wohn-/ Wirtschaftsgebäude | Giebelständiges Vierständer–Hallenhaus unter Krüppelwalmdach. Eingeschossiger Wirtschaftsteil mit Längseinfahrt und zweigeschossiger Wohnteil. EG massiv ersetzt, Giebelfachwerk mit gekuppelten Ständern straßenseitig erhalten. Mit Hofpflaster. | 33943788 | BW   |
| Fallersleber Straße 2a 52° 27′ 39″ N, 10° 42′ 41″ O | Tagelöhnerhaus            | Eingeschossiges giebelständiges Fachwerkgebäude unter weit vorkragenden Krüppelwalmdach. | 50976371 | BW   |

### Gruppe: Fallersleber Straße 5–9
Die Gruppe hat die ID 33921262. Auf ehemaligen Rundlingsparzellen stehende Hofanlagen mit überwiegend in Fachwerk und giebelständig errichteten Gebäuden samt Nebengebäuden, die die südliche Rundlingserweiterung ab 1836 charakterisieren.

| Lage                                               | Bezeichnung               | Beschreibung | ID       | Bild |
| -------------------------------------------------- | ------------------------- | --- | -------- | ---- |
| Fallersleber Straße 5 52° 27′ 35″ N, 10° 42′ 45″ O | Wohn-/ Wirtschaftsgebäude | Giebelständiges Vierständer–Hallenhaus unter Halbwalmdach. Mittige Längseinfahrt und Fachwerkabbund mit gekuppelten Ständern im Wirtschaftsteil, rückwärtig zweigeschossiger Wohnteil. Mit Nebengebäude.                              | 33943812 | BW   |
| Fallersleber Straße 6 52° 27′ 36″ N, 10° 42′ 42″ O | Wohn-/ Wirtschaftsgebäude | Vierständer–Hallenhaus auf verputztem Sockel unter Halbwalmdach. Eingeschossiger Wirtschaftsteil in Ständerbauweise mit mittiger Längseinfahrt, Wohnteil zweigschoßig in Stockwerksbauweise, EG teilweise massiv ersetzt.             | 33943836 | BW   |
| Fallersleber Straße 7 52° 27′ 35″ N, 10° 42′ 44″ O | Wohn-/ Wirtschaftsgebäude | Giebelständiges Vierständer-Hallenhaus unter Halbwalmdach. Eingeschossiger Wirtschaftsteil im Ständerbauweise mit mittiger Längseinfahrt, gekuppelten Ständern, westliche Traufenseite massiv ersetzt. Wohnteil im EG massiv ersetzt. | 33943860 | BW   |
| Fallersleber Straße 9 52° 27′ 36″ N, 10° 42′ 43″ O | Wohn-/ Wirtschaftsgebäude | Traufständiges Vierständer–Hallenhaus auf niedrigem Sandsteinsockel unter Krüppelwalmdach. Eingeschossiger Wirtschaftsteil mit außermittigen Längseinfahrt und zweigeschossigen Wohnteil.                                             | 33943884 | BW   |
| Fallersleber Straße 9 52° 27′ 36″ N, 10° 42′ 44″ O | Stall                     | Eingeschossiger winkelförmiger Fachwerkbau unter Satteldach im Nordosten des Hauptgebäudes. | 51073719 | BW   |

### Einzelbaudenkmale
| Lage                                         | Bezeichnung                   | Beschreibung | ID       | Bild           |
| -------------------------------------------- | ----------------------------- | --- | -------- | -------------- |
| Brückenstraße 8 52° 27′ 42″ N, 10° 42′ 44″ O | Schule                        | Eingeschossiger symmetrischer Fachwerkbau mit hohem Drempel und Zierfachwerk, bestehend aus einem traufständigen Mittelbau mit überhöhten und übergiebelten Mittelrisalit sowie zwei giebelständigen Seitenflügeln. Über rechten Seitenflügel ein mit Schiefer verkleideter Dachreiter mit Uhr, Schulglocke und goldener Wetterfahne. Ausgebautes DG mit Zwerchhausgauben. | 33943672 |                |
| Im Winkel 52° 27′ 44″ N, 10° 42′ 49″ O       | Kriegerdenkmal                | Ehrenmal für die Opfer der beiden Weltkriege. | 33943720 | Weitere Bilder |
| Mühlenweg 17 52° 28′ 0″ N, 10° 43′ 48″ O     | Windmühle                     | Erdholländer über achteckigem Grundriss in Natursteinmauerwerk. OG zunächst mit dunklen Ziegeln und abschließend mit senkrechter Holzlattung verkleidet, fehlende Kappe und Flügel. | 33944078 | BW             |
| B 248, km 29,215 52° 26′ 44″ N, 10° 44′ 8″ O | Brücke ü. WL Försterwasser    | | 33943622 | BW             |
| B 248, km 29,845 52° 27′ 1″ N, 10° 44′ 22″ O | Wredenbrücke ü. WL Alte Aller | | 33943645 | BW             |